# Ramon Batlle Gordó
Ramon Batlle Gordó (Barcelona, agost 1894 – 24 febrer 1973) fou un escenògraf, gravador i pintor català. Amb catorze anys entra al taller de Brunet i Pous, deixebles de Soler Rovirosa, i s'hi està durant deu anys, a la vegada que estudia a Llotja. El 1911 va ser premiat en el concurs d'aprenents d'escenògraf al Centre de Lectura de Reus. I a l'any següent fa la seva primera escenografia per La banda de bastardia, al Teatre de la Joventut Autonomista Catalana.
Des de 1918 fins a 1931 s'associa amb Emili Amigó, seguint una tendència a Catalunya d'unir parelles complementàries d'escenògrafs, "sovint era un especialista en arquitectura que s'associava amb un dominador del paisatge". I fins que es va retirar de l'escenografia l'any 1962, va col·laborar, entre d'altres, amb varies òperes del Gran Teatre del Liceu i amb companyies teatrals com la d'Alejandro Ulloa, amb a la qual les seves escenografies van arribar a Madrid.
En 1958 escriu unes notes sobre Conceptes de l'escenografia. En aquesta època elabora el treball Quinze anys de Teatre Català, que recull meticulosament l'escena teatral catalana als teatres Romea i Novetats entre 1917 i 1932, època que està lligat com a escenògraf i director creatiu de la Gran Companyia de Teatre Català de Josep Canals. Aquest estudi es publicarà pòstumament en 1984 per l'Institut del Teatre, en el número 15 de monografies de teatre.

## Fons
El fons de l'escenògraf es conserva al Museu de les Arts Escèniques de Barcelona, donació feta en vida pel mateix Batlle l'any 1971. Es tracta principalment d'una col·lecció d'esbossos escenogràfics, així com alguns teatrins, fotografies i breu documentació.